# Saison 2025-2026 de la Section paloise
La saison 2025-2026 de la Section paloise est la 74e du club en première division du championnat de France de rugby à XV, et la dixième consécutive dans l’élite.
Après avoir terminé à la 8e place du Top 14 2024-2025, la Section paloise entre en lice en Top 14 2025-2026 et en Champions Cup 2025-2026.

## Avant-saison

### Objectifs du club
Après une saison 2024-2025 encourageante mais frustrante sur le plan comptable, la Section paloise parvient néanmoins à décrocher son billet pour la nouvelle formule de la Champions Cup, en terminant à la 8e place du Top 14. Il s’agit de la première qualification du club pour la compétition européenne majeure depuis la saison 2000-2001, censée marquer le retour au premier plan du club et de son projet sportif,. En parallèle, le club sectionniste dévoile le 30 juin 2025 son projet de centre de performance.
La Section aborde l’exercice 2025-2026 avec l’ambition déclarée de se qualifier pour les phases finales du Top 14. Le staff technique, toujours conduit par Sébastien Piqueronies, mise sur la stabilité organisationnelle avec la promotion de Brandon Fajardo au poste de directeur sportif adjoint.
L’engouement populaire est important, avec la priorité donnée au renouvellement des abonnements pour les fidèles du Hameau. Toutefois, le nombre de nouveaux abonnements est limité à 800 afin d’équilibrer la place entre abonnés réguliers et supporters occasionnels.

### Maillots 2025-2026
Pour la saison 2025-2026, la Section paloise présente deux ensembles distincts de jeu de maillots : celui utilisés pour le championnat de Top 14 et les tenues portées lors de l'édition 2025 du Supersevens,.
- Top 14 :

Le maillot domicile conserve les couleurs traditionnelles vert et blanc, avec la silhouette du Pic du Midi d'Ossau sur la face avant. Le maillot extérieur reprend les mêmes teintes de base mais intègre, sur les manches, les paroles de La Honhada, hymne du club.
- Supersevens :

Deux modèles spécifiques sont créés pour la compétition de rugby à sept. Le premier adopte les couleurs historiques vert et blanc, en larges bandes verticales évoquant entre autres le maillot de la Real Sociedad. Le second s’inspire du drapeau béarnais, jaune et rouge, agrémenté d’illustrations représentant le château de Pau, le funiculaire et une carte stylisée du Béarn.

### Transferts de la Section paloise pour la saison 2025-2026
Sur le plan de l’effectif, le club mise sur la montée en puissance de ses jeunes talents, à l’image d’Émilien Gailleton, Théo Attissogbé ou Hugo Auradou, pour franchir un cap dès le début du championnat. Afin de consolider son pack, jugé perfectible, la Section enregistre les renforts de deux internationaux argentins, le talonneur Julián Montoya et le troisième-ligne Facundo Isa.
Plusieurs espoirs formés au club sont intégrés au groupe professionnel, dont le trois-quarts centre Fabien Brau-Boirie, déjà intégré au groupe professionnel en fin de saison précédente. Lors de l’intersaison 2025-2026, la Section paloise mise sur la stabilité de son effectif. Le club enregistre 5 arrivées, 14 départs et 18 prolongations de contrat.

#### Arrivées
Le recrutement s’est concentré sur le renforcement de l’effectif professionnel et du groupe Espoirs. Parmi les recrues notables figurent notamment :
- Julián Montoya, talonneur international argentin en provenance de Leicester,
- Facundo Isa, troisième ligne argentin, en provenance du RC Toulon,
- Thomas Laclayat, pilier international français en provenance du Racing 92

#### Départs
Quatorze joueurs ont quitté le club à l’issue de la saison 2024-2025, dont certains cadres expérimentés comme Ignacio Calles, Lekima Tagitagivalu et Eliott Roudil.

#### Prolongations
Dix-huit joueurs ont prolongé leur engagement avec le club, dont 3 espoirs.

### Transfert pendant la saison
(à venir)

### Préparation de la saison
La préparation estivale débute le 7 juillet 2025 et est organisée entre les installations du centre d’entraînement et un stage en altitude dans les Pyrénées. Deux rencontres amicales sont programmées : face au Montpellier Hérault Rugby le 22 août au stade Jacques-Fouroux d’Auch, puis face au Stade rochelais le 28 août au stade André-et-Guy-Boniface de Mont-de-Marsan.

## Effectif

### Effectif professionnel
| Poste | Nom | Âge | Équipe nationale | Club de prêt | Contrat | JIFF |
| ----- | --- | --- | ---------------- | ------------ | ------- | ---- |
| -     | -   | -   | -                | -            | -       | -    |

### Staff
Depuis 2021, Sébastien Piqueronies occupe le poste de manager de l'équipe. En 2025, Brandon Fajardo, précédemment manager du parcours Élite jeunes, est promu directeur sportif adjoint pour épauler Piqueronies sur la gestion stratégique du club.
| Nom                                                                | Staff Equipe Pro                                                          | Nationalité sportive |
| ------------------------------------------------------------------ | ------------------------------------------------------------------------- | -------------------- |
| Sébastien Piqueronies                                              | Manager                                                                   | France               |
| Brandon Fajardo                                                    | Directeur sportif adjoint                                                 | France               |
| Thomas Choveau                                                     | Entraîneur de la touche, des ballons portés et de la défense après touche | France               |
| Geoffrey Lanne-Petit                                               | Entraîneur de l’attaque et des transitions                                | France               |
| Thomas Domingo                                                     | Entraîneur de la mêlée et des attitudes au contact                        | France               |
| Antoine Nicoud                                                     | Entraîneur de la défense et des transitions                               | France               |
| Jérôme Garcès                                                      | Consultant arbitrage                                                      | France               |
| Briac Pouyé                                                        | Responsable analyse rugby                                                 | France               |
| Maxime Vogler                                                      | Analyste rugby                                                            | France               |
| Romain Bourdiol                                                    | Responsable de la performance                                             | France               |
| Julien Bodeau Rémi Cervantès Alexandre Correard Geoffrey Cottereau | Préparateur physique                                                      | France               |
| Sarah Bredon                                                       | Intervenante nutrition                                                    | France               |
| Martin Puech                                                       | Team manager                                                              | France               |
| Mathieu Belmonte                                                   | Intendant sportif                                                         | France               |
| André Artigues                                                     | Aide logistique                                                           | France               |

#### Staff médical
| Nom                                       | Staff médical               | Nationalité sportive |
| ----------------------------------------- | --------------------------- | -------------------- |
| Dr Antoine Henri                          | Médecin coordonnateur       | France               |
| Dr Philippe Pouget Dr Ophélie Bello-Junté | Médecin                     | France               |
| Mathieu Vinegra                           | Kinésithérapeute-ostéopathe | France               |
| Camille Mahieu Adrian Roudiere            | Kinésithérapeute            | France               |

#### Staff centre de formation
| Nom                           | Staff médical                                                                           | Nationalité sportive |
| ----------------------------- | --------------------------------------------------------------------------------------- | -------------------- |
| Lucas Broto                   | Directeur du centre de formation Manager équipe Espoirs                                 | France               |
| Julien Sarraute               | Responsable du parcours élite jeunes Entraîneur des trois-quarts du centre de formation | France               |
| Carlos Muzzio                 | Entraîneur des avants du centre de formation                                            | Argentine            |
| Hector Maren                  | Analyste performance centre de formation et Espoirs                                     | France               |
| Julien Ronchaud               | Entraîneur centre de formation - Manager équipe Crabos                                  | France               |
| Julien Bodeau Jean-Luc Albert | Préparateur physique                                                                    | France               |

## Saison régulière

### In Extenso Supersevens 2025
L’édition 2025 de Supersevens, championnat professionnel français de rugby à 7 organisé par la Ligue nationale de rugby, se déroule durant l’intersaison estivale 2025, selon un format en trois étapes qualificatives suivies d’une finale.
Comme les saisons précédentes, la compétition réunit seize équipes issues des clubs du Top 14. En 2025, le tournoi conserve son format à étapes mais introduit une nouveauté géographique, avec une répartition exclusivement sud-ouest.
Trois étapes sont programmées au mois d’août 2025 :
- 16 août 2025 : Mont-de-Marsan — Le Stade André-et-Guy-Boniface accueille une nouvelle fois la première journée de compétition.
- 23 août 2025 : Dax — Le stade Maurice-Boyau accueille la seconde étape de l’In Extenso Supersevens.
- 30 août 2025 : Pau — Le stade du Hameau est une nouvelle fois hôte de la troisième et dernière journée qualificative.

#### Étape de Mont-de-Marsan
Pour la première étape, Brandon Fajardo (Manager) et Julien Sarraute (Entraîneur) ont convoqué :
- Thomas Carol
- Louis Ribaimont
- Louis Leraître
- Tom Pécune
- Thomas Bidabé
- Pedro Perez Bueno
- Toshi Butlin
- Kévin Lhomy
- Baptiste Tisné
- Macarius Pereira
- Josselin Bouhier
- Matthieu Piperol
- Grégoire Arfeuil
- Jérémy Teulé
- Xander Iosefo
- Noa Esteban

Lors du premier match, la Section paloise sevens s'impose 24 à 14 face à l'USAP sevens grâce à quatre essais signés Arfeuil, Butlin (2 essais) et Tisné. Lors du quart de finale, nouvelle victoire face à l'Aviron bayonnais sevens sur le score de 26 à 19 avec des essais de Perez Bueno, Butlin et Bidabé (2 essais). En demi-finale, les palois s'imposent de justesse 17 à 14 face au Montpellier sevens avec des essais d'Esteban, Arfeuil et Bidabé. En finale, les palois sont surpassés par les joueurs de Monaco Rugby Sevens et s'inclinent 5 à 29 avec le seul essai de Josselin Bouhier. Les palois terminent à la deuxième place de l'étape de Mont-de-Marsan.

#### Étape de Dax
- (à venir)
- (à venir)
- (à venir)
- (à venir)
- (à venir)
- (à venir)
- (à venir)
- (à venir)
- (à venir)
- (à venir)
- (à venir)
- (à venir)
- (à venir)
- (à venir)
- (à venir)

#### Étape de Pau
- (à venir)
- (à venir)
- (à venir)
- (à venir)
- (à venir)
- (à venir)
- (à venir)
- (à venir)
- (à venir)
- (à venir)
- (à venir)
- (à venir)
- (à venir)
- (à venir)
- (à venir)

#### Finale
La finale nationale est prévue ultérieurement à la Paris La Défense Arena, comme lors des éditions précédentes. Elle réunit les meilleures équipes issues des trois étapes.

Squad :
- (à venir)
- (à venir)
- (à venir)
- (à venir)
- (à venir)
- (à venir)
- (à venir)
- (à venir)
- (à venir)
- (à venir)
- (à venir)
- (à venir)
- (à venir)
- (à venir)
- (à venir)

### Top 14

#### Aller
| Date du match     | Heure | Domicile              | Extérieur        | Score | Lieu du match          | Diffusion TV       | Catégorie             | Classement |
| ----------------- | ----- | --------------------- | ---------------- | ----- | ---------------------- | ------------------ | --------------------- | ---------- |
| 6 septembre 2025  | 17h00 | Castres olympique     | Section paloise  | –     | Stade Pierre-Fabre     | Canal+ Canal+ Live | 1re journée de Top 14 | e          |
| 13 septembre 2025 | 16h30 | Section paloise       | Stade français   | –     | Stade du Hameau        | Canal+ Canal+ Live | 2e journée de Top 14  | e          |
| 20 septembre 2025 | 14h30 | ASM Clermont          | Section paloise  | –     | Stade Marcel-Michelin  | Canal+ Sport 360   | 3e journée de Top 14  | e          |
| 27 septembre 2025 | 16h30 | Section paloise       | Lyon OU          | –     | Stade du Hameau        | Canal+ Canal+ Live | 4e journée de Top 14  | e          |
| 4 octobre 2025    | –     | RC Toulon             | Section paloise  | –     | Stade Mayol            | –                  | 5e journée de Top 14  | e          |
| 12 octobre 2024   | –     | Section paloise       | Aviron bayonnais | –     | Stade du Hameau        | –                  | 6e journée de Top 14  | e          |
| 18 octobre 2025   | –     | Section paloise       | Stade toulousain | –     | Stade du Hameau        | –                  | 7e journée de Top 14  | e          |
| 25 octobre 2025   | –     | Racing 92             | Section paloise  | –     | Paris La Défense Arena | –                  | 8e journée de Top 14  | e          |
| 1er novembre 2025 | –     | Section paloise       | USA Perpignan    | –     | Stade du Hameau        | –                  | 9e journée de Top 14  | e          |
| 22 novembre 2025  | –     | Union Bordeaux Bègles | Section paloise  | –     | Stade Chaban-Delmas    | –                  | 10e journée de Top 14 | e          |
| 29 novembre 2025  | –     | Section paloise       | Stade rochelais  | –     | Stade du Hameau        | –                  | 11e journée de Top 14 | e          |
| 21 décembre 2024  | –     | US Montauban          | Section paloise  | –     | Stade Sapiac           | –                  | 12e journée de Top 14 | e          |
| 27 décembre 2025  | –     | Section paloise       | Montpellier HR   | –     | Stade du Hameau        | –                  | 13e journée de Top 14 | e          |

#### Phase retour
| Date du match   | Heure | Domicile         | Extérieur             | Score | Lieu du match          | Diffusion TV | Catégorie             | Classement |
| --------------- | ----- | ---------------- | --------------------- | ----- | ---------------------- | ------------ | --------------------- | ---------- |
| 3 janvier 2026  | –     | Lyon OU          | Section paloise       | –     | Matmut Stadium         | –            | 14e journée de Top 14 | e          |
| 24 janvier 2026 | –     | Stade toulousain | Section paloise       | –     | Stade Ernest-Wallon    | –            | 15e journée de Top 14 | e          |
| 31 janvier 2026 | –     | Section paloise  | RC Toulon             | –     | Stade du Hameau        | –            | 16e journée de Top 14 | e          |
| 14 février 2026 | –     | USA Perpignan    | Section paloise       | –     | Stade Aimé-Giral       | –            | 17e journée de Top 14 | e          |
| 28 février 2026 | –     | Section paloise  | Union Bordeaux Bègles | –     | Stade du Hameau        | –            | 18e journée de Top 14 | e          |
| 21 mars 2026    | –     | Stade rochelais  | Section paloise       | –     | Stade Marcel-Deflandre | –            | 19e journée de Top 14 | e          |
| 28 mars 2026    | –     | Section paloise  | Racing 92             | –     | Stade du Hameau        | –            | 20e journée de Top 14 | e          |
| 18 avril 2026   | –     | Aviron bayonnais | Section paloise       | –     | Stade Jean-Dauger      | –            | 21e journée de Top 14 | e          |
| 25 avril 2026   | –     | Stade français   | Section paloise       | –     | Stade Jean-Bouin       | –            | 22e journée de Top 14 | e          |
| 9 mai 2026      | –     | Section paloise  | Castres olympique     | –     | Stade du Hameau        | –            | 23e journée de Top 14 | e          |
| 16 mai 2026     | –     | Section paloise  | ASM Clermont          | –     | Stade du Hameau        | –            | 24e journée de Top 14 | e          |
| 30 mai 2026     | –     | Montpellier HR   | Section paloise       | –     | GGL Stadium            | –            | 25e journée de Top 14 | e          |
| 6 juin 2026     | –     | Section paloise  | US Montauban          | –     | Stade du Hameau        | –            | 26e journée de Top 14 | e          |

### Champions Cup

#### Phase de groupe
| Date du match    | Heure | Domicile        | Extérieur          | Score | Lieu du match       | Diffusion TV | Catégorie                    | Classement |
| ---------------- | ----- | --------------- | ------------------ | ----- | ------------------- | ------------ | ---------------------------- | ---------- |
| 7 décembre 2025  | –     | Section paloise | Northampton Saints | –     | Stade du Hameau     | –            | 1re journée de Champions Cup | e          |
| 14 décembre 2025 | –     | Bristol Bears   | Section paloise    | –     | Ashton Gate Stadium | –            | 2e journée de Champions Cup  | e          |
| 10 janvier 2026  | –     | Scarlets        | Section paloise    | –     | Parc y Scarlets     | –            | 3e journée de Champions Cup  | e          |
| 16 janvier 2026  | –     | Section paloise | Vodacom Bulls      | –     | Stade Mayol         | –            | 4e journée de Champions Cup  | e          |

## Statistiques

### Statistiques individuelles
Mise à jour le 17 juillet 2025

### En Top 14

#### Meilleurs réalisateurs
| Rang | Joueur | Poste | Points | Essais | Transf. | Pén. | Drops |
| ---- | ------ | ----- | ------ | ------ | ------- | ---- | ----- |
| 1    | -      | -     | -      | -      | -       | -    | -     |
| 2    | -      | -     | -      | -      | -       | -    | -     |
| 3    | -      | -     | -      | -      | -       | -    | -     |

#### Meilleurs marqueurs
| Rang | Joueur | Poste | Essais |
| ---- | ------ | ----- | ------ |
| 1    | -      | -     | -      |
| 2    | -      | -     | -      |
| 3    | -      | -     | -      |

### En Challenge Cup

#### Meilleurs réalisateurs
| Rang | Joueur | Poste | Points | Essais | Transf. | Pén. | Drops |
| ---- | ------ | ----- | ------ | ------ | ------- | ---- | ----- |
| 1    |        |       |        |        |         |      | -     |
| 2    | -      | -     | -      | -      | -       | -    | -     |
| 3    | -      | -     | -      | -      | -       | -    | -     |

#### Meilleurs marqueurs
| Rang | Joueur | Poste | Essais |
| ---- | ------ | ----- | ------ |
| 1    |        |       |        |
| 2    |        |       |        |
| 3    |        |       |        |

### Capitaines

#### En Top 14
- 1re journée : (à venir)
- 2e journée :  (à venir)
- 3e journée :  (à venir)
- 4e journée :  (à venir)
- 5e journée :  (à venir)
- 6e journée :  (à venir)
- 7e journée :  (à venir)
- 8e journée :  (à venir)
- 9e journée :  (à venir)
- 10e journée :  (à venir)
- 11e journée :  (à venir)
- 12e journée :  (à venir)
- 13e journée :  (à venir)
- 14e journée :  (à venir)
- 15e journée :  (à venir)
- 16e journée :  (à venir)
- 17e journée :  (à venir)
- 18e journée :  (à venir)
- 19e journée :  (à venir)
- 20e journée :  (à venir)
- 21e journée :  (à venir)
- 22e journée :  (à venir)
- 23e journée :  (à venir)
- 24e journée :  (à venir)
- 25e journée :  (à venir)
- 26e journée :  (à venir)

#### En Champions Cup
- 1re journée :  (à venir)
- 2e journée :  (à venir)
- 3e journée :  (à venir)
- 4e journée :  (à venir)
- 5e journée :  (à venir)

### Débuts professionnels
| Nom | Poste | Date | Adversaire | Stade | Âge | Compétition | Matchs (points) |
| --- | ----- | ---- | ---------- | ----- | --- | ----------- | --------------- |
|     |       |      |            |       |     |             |                 |
|     |       |      |            |       |     |             |                 |
|     |       |      |            |       |     |             |                 |